# Болгарія (фема)
Фема Болга́рія (грец. Θέμα Βουλγαρίας) — військово-адміністративна одиниця Візантійської імперії (фема), яка розташовувалась на Балканському півострові (сучасні Сербія, Македонія і Болгарія). Утворено 1018 року. Припинила існування 1204 року внаслідок повстання болгар.

## Історія
Після підкорення Болгарії за рішенням візантійського імператора Василя II було утворено фему Болгарія. Водночас ліквідовано Болгарський патріархат, а все православне населення підпорядковано Охридському архієпископу. У 1028 році запроваджено візантійську податкову систему. Водночас проводилася політика грекинізації, переслідувалася болгарська писемність, відправа служби церковнослов'янською мовою. Головним завданням цієї феми було зміцнення влади імперії на Балканах. Значна роль також приділялася охороні дунайського кордону, де селилися кочівні племена узів, печенгів.
Поступово податки й нехтування болгарськими звичаями спричинили низку повстань, найбільш потужним з яких було повстання на чолі із Петром Деляном, яке було жорстоко придушено. У 1072 році відбулося нове потужне повстання на чолі із Георгієм Войте.
У 1080-х роках фема Болгарія стала важливою опорою для боротьби з італійськими норманами, що вдерлися на південь балканського півострова. разом з тим північні турми феми зазнали нападів печенізьких орд, що в значній мірі сплюндрувли фему. Лише після перемоги візантійців над печенігами у 1096 році вдалося відновити спокій. З цього часу завдяки зусиллям імператорів з династії Комнінів відбулося економічне відновлення феми. Лише учасники Першого і Другого хрестового походів, що рухалися через землі Болгарської феми завдали неприємності та владі феми.
У 1185 році, скориставшись поваленням династії Комнінів, на Бакани знову висадилися війська Сицилійського королівства. Водночас негнучка політика імператора Ісаака II Ангела призвела до повстання болгар на чолі із братами Асенем і Петром. У 1186 році вдалося завдати поразки болгарам, але наступ припинився через вторгнення половців. Водночас сербський жупан Стефан Неманя також вдерся до феми Болгарія. До середини 1190-х років північні та східні турми феми Болгарія опинилися під Болгарського царства. Захоплення у 1204 році Константинополя учасниками Четвертого хрестового походу призвело до розпаду Візантійської імперії. Цим скористався цар Калоян, який остаточно ліквідував фему Болгарія.

## Адміністрація
Територія феми простягалася від Епіру, де межувала з фемою Нікополь, охоплювало землі навколо Охридського озера, на південному заході межувала з фемою Діррахій, а на заході — фемою Сірмій. Північним кордоном був Дунай (від Белграду, не включаючи місто, до майже Нікополя на Дунаї). У Відіні знаходився річковий флот. Центром феми спочатку було місто Охір, у 1040-1050-х роках цю роль виконувало місто Скоп'є, у 1060 році адміністративний центр було перенесено до міста Триадіца, але вже у 1070 році повернуто до міста Скоп'є.
На чолі стояв стратег, але з кінця 1020-х років практикою стало призначення спеціально дуки під час військових дій або для придушення повстання. Поступово посада дуки в ранзі проедра або магістра замінила посаду стратега.

## Відомі очільники
- Костянтин Діоген (1027—1029)
- Никифор Вотаніат (1063—1066)
- Никифор Меліссен (1066—1070)
- Никифор Бриєнній Старший (1072—1073)
- Іоанн Дука (1090—1092)